# Greentech Energy Systems
Greentech Energy Systems (NASDAQ OMX: GES) er et dansk, børsnoteret aktieselskab.
Strategien for selskabet er at udvikle vindmølleprojekter og producere elektricitet ved vindkraft.

## Perioden inden 2000
I slutningen af 1990'erne gjorde et investeringselskab Towers, Helsingør, en række bemærkelsesværdige transaktioner med børsnoterede danske selskaber, dels som hovedaktionær i Bioscan dels med omdannelsen af Kretahus III til Østeuropæisk Handelshus, der siden gik konkurs efter Ruslands-krisen i 1998.
Direktør var Anker Ekelund, aktiv medlem af Det konservative Folkeparti i Helsingør og skuespiller i Sømænd på sengekanten. Bestyrelsesformænd var sydafrikaneren Edward Sykes, Per Lohmann Rasmussen og Kai F. Christensen (tidligere direktør i selskabet). Angiveligt skulle selskabet være ejet af sydafrikanske investorer (via Stumacorp og Styloco registreret i Turks & Caico) og have anvendt Richard Bonnichsen som konsulent.
Ekelund og Christensen var samtidigt sammen med Karoly Nehmet medlemmer af bestyrelsen af Bioscan. Towers engagement med Bioscan ophørte i sommeren 2000, og Ekelund trådte ud af bestyrelsen i december 2000.
I 1999 købte Towers 98 pct. af det børsnoterede Cederholm & Voss Denmark af Cederholm & Voss International i likvidation og omdøbte det til Greentech Energy System med henblik på udvikling af ”vindmølleparker på globalt plan”. Det skete flere gange i denne periode, at børsnoterede selskaber blev købt for at opnå – som det blev betegnet – en "børsnotering ad bagdøren".
I løbet af 1999 steg aktiekursen som følge af annoncerede fortsatte fremskridt i en række græske vindmølleprojekter, bl.a. 50% af Windpark of Rhodes og med en rammeaftale med et konsortium af udenlandske investorer og finansieringskilder med Industrial Bank of Japan med en samlet finansieringsramme på op til over 2,5 milliarder kroner over fem år. I oktober 2000 indledte selskabet en retssag mod en græsk partner om påstået svindel.
I løbet af 2. halvår 2000 opkøbte Eolica Holding ApS en betydende aktiepost i selskabet fra Towers. Der blev i forbindelse med dette opkøb fremsat indløsningstilbud fra Eolica Holding ApS. En aktionær tog imod indløsningstilbuddet.

## Ledelsesskift fra 2000
I november 2000 meddelte Greentech, at direktør Anker Ekelund var blevet bortvist. Senere samme dag kom der imidlertid en ny pressemeddelelse. Heri meddete advokat Ole Sigetty (Nehmet og Sigetty) på vegne af næstformand Kaj Christensen, der repræsenterede Toweraktionærerne, at bestyrelsen ikke havde taget stilling til en bortvisning, idet to ud af fire bestyrelsesmedlemmer var imod bortvisningen. Men bortvisningen blev gennemtrumfet.
"Anker Ekelund har gennem sine tre år som direktør i Greentech udvist en åbenlys inkompetence. Hans håndtering af en række sager er yderst kritisabel," sagde bestyrelsesformand Dominique Santini ved den lejlighed. 
Dominique Santini var bestyrelsesformand frem til 2001, hvorefter Ole Steen Hansen var formand frem til 2003.
På en ekstraordinær generalforsamling afholdt november 2000 blev der valgt ny bestyrelse i Greentech Energy Systems. Den nye bestyrelse benyttede samtidig lejligheden til at ansætte Kaj Larsen som direktør. Kaj Larsen havde gennem lang tid arbejdet sammen med advokat Harry Rosenberg, bl.a. om ejendomsinvesteringer. Revisionen skiftedes samtidigt, og i løbet af en periode skiftedes også bestyrelsen til en gruppe med lang erfaring inden for vind og finansiering.